# Monem
Das Monem steht in der Terminologie des französischen Sprachwissenschaftlers André Martinet für die kleinste bedeutungstragende Einheit; es entspricht also dem, was nach etablierter sprachwissenschaftlicher Terminologie nach Eugene Nida als Morphem bezeichnet wird. 
Moneme zerfallen nach Martinet in zwei Klassen: Lexeme und Morpheme. Der Begriff des Lexems kann auch heute noch synonym für die Klasse der freien Morpheme verwendet werden, während die Bezeichnung Grammem für die Klasse der gebundenen Morpheme weniger verbreitet ist.